# Para ti con desprecio
Para ti con desprecio es el tercer álbum de la banda de rock mexicana Panda.
A diferencia de su anterior disco (La revancha del príncipe charro), en este álbum sus letras incluyen menos sentimentalismo y un odio al amor. Este disco contiene 15 canciones, de los cuales 3 son instrumentales, este disco fue criticado por posibles plagios lo cual no ha sido confirmado. La versión original del álbum viene acompañada de un DVD, que contiene vídeos de la gira pasada y del álbum anterior. 
Fue el primer álbum que contó con Arturo Arredondo en la guitarra, tras la salida de Jorge Garza en 2004, por motivos personales.

## Antecedentes
Para ti con desprecio empezó a ser compuesto en el 2004. Originalmente el álbum tendría canciones con títulos como «No me culpes por ser bello», el cual, en palabras del mismo vocalista, "hablaba puras estupideces". Después de un tiempo la banda desechó las ocho canciones que habían escrito y volvieron a empezar a componer desde cero.

## Canciones
Todas las canciones escritas y compuestas por José Madero y Ricardo Treviño. 
| N.º   | Título                                                   | Duración |  |
| 1.    | «Reflexiones de una mente perturbada»                    | 1:22     |  |
| 2.    | «Disculpa los malos pensamientos»                        | 3:58     |  |
| 3.    | «…Y de la gasolina renació el amor»                      | 3:06     |  |
| 4.    | «Cita en el quirófano»                                   | 4:02     |  |
| 5.    | «Ya no es suficiente lamentar»                           | 1:22     |  |
| 6.    | «3+1»                                                    | 4:02     |  |
| 7.    | «Mi huracán llevaba tu nombre»                           | 4:12     |  |
| 8.    | «Promesas/Decepciones»                                   | 5:03     |  |
| 9.    | «Descanso:Ódiame»                                        | 1:28     |  |
| 10.   | «Cuando no es como debiera ser»                          | 3:58     |  |
| 11.   | «Miedo a las alturas»                                    | 3:17     |  |
| 12.   | «Hasta el final»                                         | 4:05     |  |
| 13.   | «Figura decorativa sobre fondo ornamental»               | 1:15     |  |
| 14.   | «No tienes oportunidad contra mi antipática imaginación» | 2:59     |  |
| 15.   | «Porque todavía podemos decir una vez más»               | 4:07     |  |
| 46:16 |                                                          |          |  |

## Personal

### Banda
- José Madero: Voz, Guitarra letras.
- Ricardo Treviño: Bajo, Voces secundarias y guturales en canciones 2, 4, 6, 10 y 11.
- Jorge Vázquez: "Kross" Batería
- Arturo Arredondo: Voces secundarias o coros Guitarra

### Equipo técnico
- Marcelo Treviño: teclado en canciones 5 y 9.
- Adrián Treviño: productor, solo de guitarra en canción 4
- Francisco Lobo: productor ejecutivo
- Gavin Lurssen: mastering
- Gerardo García: técnico de estudio
- Lalo Nuñez: asistente de grabación
- Beto Ramos: técnico de batería
- Mario Videgaray: arte y diseño

Todas las Letras por:
- José Madero